# 修交勲章
修交勲章（しゅうこうくんしょう、修交勳章、朝: 수교훈장）は、大韓民国の勲章。1961年7月25日に修交勲章令（閣令第68号）により創設され、1963年12月14日以降は賞勲法により規定されている。

## 授与対象
修交勲章は賞勲法第16条1項により、「国権の伸張及び友邦との親善に貢献が明確な者」へ授与されることが規定されている。外交に関わる勲章であり、新たに任地へ赴任する韓国の外交官や政府使節などは、外交儀礼の際に品位保持の観点から修交勲章を佩用することが同法第16条2項にて定められている。また、最上位の光化大章は外国首相へ、それに次ぐ光化章は外国大使へ贈られる。

## 等級
修交勲章は5等級6種類からなり、各等級の名称は賞勲法施行令第11条により定められている。1961年の制定当初は1等から6等までの6等級であったが、1963年の賞勲法制定にともない1等から5等までの5等級に改められた。現行の等級名は1970年11月17日の賞勲法施行令改正により定められ、1974年10月23日に最上位の光化大章が置かれた。また以下の表では、各等級欄に賞勲法第16条2項に基づき修交勲章を佩用する外交官の地位も記す。
修交勲章の下位には賞勲法第25条で規定される修交褒章（しゅうこうほうしょう、修交褒章、수교포장）が存在する。
| 等級                | 勲章名                               | 略綬 |
| ------------------- | ------------------------------------ | ---- |
| 1等（大使以上）     | 修交勲章光化大章 (수교훈장 광화대장) |      |
| 1等（大使以上）     | 修交勲章光化章 (수교훈장 광화장)     |      |
| 2等（公使）         | 修交勲章興仁章 (수교훈장 흥인장)     |      |
| 3等（参事官）       | 修交勲章崇礼章 (수교훈장 숭례장)     |      |
| 4等（1・2等書記官） | 修交勲章彰義章 (수교훈장 창의장)     |      |
| 5等（3等書記官）    | 修交勲章粛靖章 (수교훈장 숙정장)     |      |

## 意匠
修交勲章の各等級の意匠は賞勲法施行令第13条により定められている。章と綬からなる正章、襟章と略綬のセットが基本で、さらに上位3等級の光化大章、光化章および興仁章には副章が添う。
章飾の意匠は、表面中央にあしらわれた太極の上下左右に唐草文様とアメシストの玉4個（光化大章では大小各4個の合計8個）を配し、そこからそれぞれ四稜の金色光線とマルタ十字様の紅白光線が伸びた形状で、正章の章には月桂冠とガチョウの羽一対を組み合わせた鈕が付く。綬は薄紅色地の両端に茶色線が入り、粛靖章から崇礼章までは細線が1本ずつ増えるが、興仁章の大綬は太線1本（略綬は細線4本）、光化章と光化大章の大綬は無地（略綬は光化章が太線1本、光化大章が無地）となり、その本数（と太さおよび線の有無）で等級が区別される。
正章はそれぞれ、上位3等級は右肩から下げて佩用する大綬章、崇礼章は喉元に帯びて佩用する中綬章、彰義・粛靖各章は左胸に佩用するロゼット付き小綬章である。上位3等級の副章はいずれも左胸に佩用する星章である。また、修交褒章は彰義・粛靖各章と同じロゼット付き小綬章だが、金属部品は銀色となり、綬は薄紅色地の中央に茶色線1本が入る。
なお、従来の上位3等級の女性用章飾は男性用より小さい寸法が規定されていたが、2015年12月31日の賞勲法施行令改正により男性用の寸法に統合された。